# Mirda insulanus
 (octobre 2021).
Genre
Espèce
Synonymes
- Stygnus insulanus Banks, 1901

Mirda insulanus, unique représentant du genre Mirda, est une espèce d'opilions laniatores à l'appartenance familiale incertaine.

## Distribution
Cette espèce est endémique des Antilles. Elle se rencontre à Porto Rico et à Haïti.

## Description
L'holotype mesure 5,5 mm.
Le mâle décrit par Šilhavý en 1973 mesure 5,5 mm et la femelle 5,5 mm.

## Systématique et taxinomie
Cette espèce a été décrite sous le protonyme Stygnus insulanus par Banks en 1901. Elle est placée dans le genre Mirda par Šilhavý en 1973.

## Publications originales
- Banks, 1901 : « Some spiders and other Arachnida from Porto Rico. » Proceedings of the United States National Museum, vol. 24, no 1253, p. 217–227.
- Šilhavý, 1973 : « Fifth study to the Antillean Phalangida: Mirda gen. nov. (Arachnida, Opiliones). » Reichenbachia, vol. 14, no 18, p. 145–149.